# Actinote dognini
Actinote dognini är en fjärilsart som beskrevs av William Schaus 1902. Actinote dognini ingår i släktet Actinote och familjen praktfjärilar. Inga underarter finns listade i Catalogue of Life.